# فار وست (کشتی بخار)
فار وست (کشتی بخار) (به انگلیسی: Far West (steamship)) یک کشتی بود که طول آن ۱۹۰ فوت (۵۸ متر) بود. این کشتی در سال ۱۸۷۰ ساخته شد.